# アルメニアのイスラム教

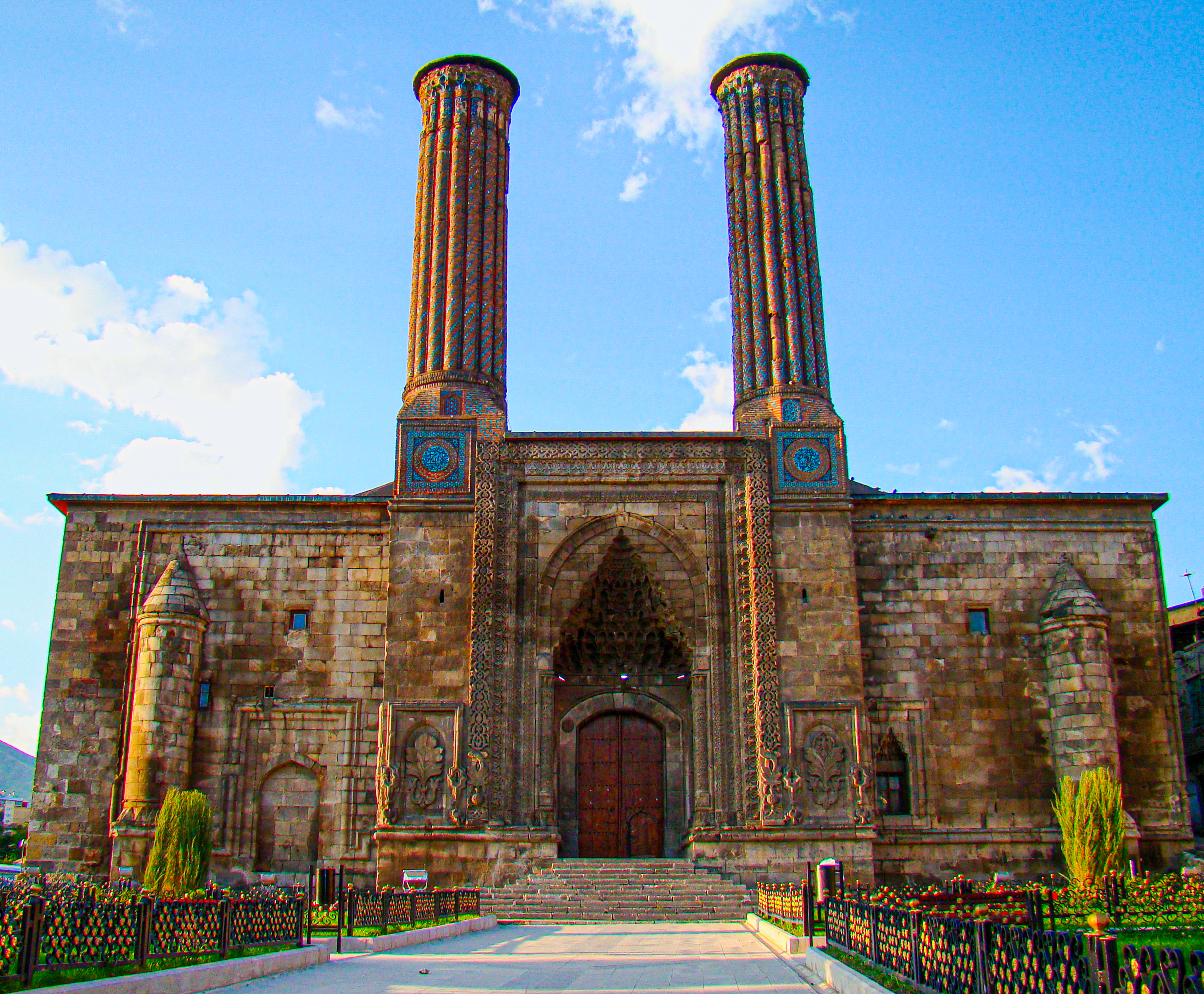
ルーム・セルジューク朝時代の マドラサ（エルズルム市）

アルメニアのイスラム教（アルメニアのイスラムきょう）では、コーカサス地方に所在する国家アルメニアにおけるイスラム教について記述する。

## 概要
アルメニアは301年に世界で初めてキリスト教国となったものの、イスラム教が7世紀にアルメニア高地に浸透し始める。その後アラブ人、次いでクルド人がアルメニアに定住。国内の政治、社会史において大きな役割を果たすこととなる 。11世紀から12世紀にかけてのセルジューク朝による侵入を受けて、トルコ人が最終的にアラブ人やクルド人を凌駕する存在となった。ペルシアにおけるサファヴィー朝、アフシャール朝、ザンド朝、ガージャール朝の興隆に伴い、アルメニアはシーア派系ペルシア世界の枢要な一部をなしたが、一方でなおも比較的自立したキリスト教的世界を残していた。一連のムスリム系諸国家からの外国法制強要圧力により、多くのアルメニア人キリスト教徒や、アナトリアおよびアルメニアのギリシャ人は、イスラム教への改宗とムスリム共同体への同化を余儀無くされた。

## 歴史

### アラブ人の進出
ムスリム系アラブ人は640年にアルメニアへ初めて進出。テオドール・ルシュトニ王子がアルメニア防衛軍を率いた。652年頃和平協定を締結、アルメニア人に信仰の自由が認められた。その後ルシュトニ王子はダマスカスを訪れ、アラブ人によりアルメニア、グルジア、カフカス・アルバニア王国の統治者と認められた。
7世紀末までには、イスラム帝国の対アルメニア政策、対キリスト教政策が厳格化。オスティカン（知事）と呼ばれるカリフの長が派遣され、アルメニアを統治した。歴代知事はドヴィンを居住地とし、アルメニアはカリフの領地と宣言されたものの、全てではないにせよほとんどのアルメニア人が、キリスト教への忠誠を守り続けた。
ヒジャーズや肥沃な三日月地帯出身のアラブ人は8世紀初頭、ドヴィンやディヤルバクル、マンジケルト、Apahunik'といった主要都市へ移住、入植を開始する。

### 中世
中世に入るとアルメニアのムスリムはより勢いを増し、ビザンツ帝国が1071年にマンジケルトの戦いで敗北すると、中央アジアやイラン北部出身のトルコ系遊牧民が大挙してアルメニアやアナトリアに進出、結局は定住するに至った。

### オスマン帝国時代
オスマン帝国はシャリーアに沿って統治。同様に啓典の民（キリスト教徒やユダヤ人）はズィンミーとして自らの地位を果たすため、追加的な税金を払わなければならず、代わりに宗教自治が保証された。
コンスタンティノープルのアルメニア人がスルタンの支援を得、共同体が繁栄するようになった一方、アルメニア高地の居住者は苦難を強いられた。アナトリア東部の隔絶した山岳地帯の住民は、有事に際して地元のクルド人族長や領主から過酷な扱いを受けた。クルド系遊牧民からの襲撃にも苦しめられた。
アルメニア人は他のオスマン帝国のキリスト教徒と同様（同比率ではなかったにせよ）、デヴシルメのため、スルタン政府に一定比率の健康な男児を差し出す必要があった。男児はイスラム教に改宗し、戦時には熟練した兵士となるよう教育を受けた。

### ペルシア王朝時代
ペルシアのサファヴィー朝（すでにスンナ派からシーア派に宗旨を変えていた）が、16世紀初めのシャー・イスマーイール1世の時代以降、アルメニアおよび他地域の支配を確立した。サファヴィー朝はしばしばオスマン帝国と領土を巡って争ったが、アルメニアはロシア・ペルシャ戦争でロシアに割譲されるまで、その後3世紀の間ペルシアの主要な領土でありつづけた。シャー・アッバース1世の統治以降、アルメニア人の多くは民生および軍事においてサファヴィー朝の官職を得た。特にghulam（グラム、奴隷の意）と呼ばれる軍の精鋭部隊には、チェルケス人やグルジア人と並んで改宗したアルメニア人が多く加わっていた。民生・軍事とも、官職を得るには必ずイスラム教に改宗しなければならないという点はオスマン帝国と同様であったが、キリスト教徒にとどまる者（高位の官職に就くことはできなかった）が追加の税を支払わなくてもよい点はオスマン帝国と異なっていた。
アッバース1世は、オスマン帝国との戦いにおける焦土作戦の一環として、またペルシアの経済振興のため、一代で約25万人のアルメニア人を、現在のアルメニア領土を含むアルメニア高地からイラン中央部へと強制移住させた。そして同地にできた空白地帯を埋めるため、トルクメン人（現在のアゼルバイジャン人）とクルド人のムスリムを同地へ集団移住させ、オスマン帝国に対する国境防衛に当たらせた結果、同地はムスリムが優勢な地域となった。その後の政権も、この強制移住およびトルクメン人（アゼルバイジャン人）とクルド人の集団移住を引き続き推進した。サファヴィー朝の君主はまたこの地にエレバン・ハン国を建国、アケメネス朝時代の、王に代わって太守が統治する体制と似た汗国制度を採用し、19世紀前半までアルメニア高地全域がムスリムの支配下に置かれつづけることになった。
ペルシアが200年近くに及ぶ汗国支配を続けたアルメニアを割譲した時点で、現在のアルメニアに相当する地域の住民は大半がムスリム（ペルシア人、アゼルバイジャン人、クルド人、北カフカス人）となっていた。

### ソビエト時代

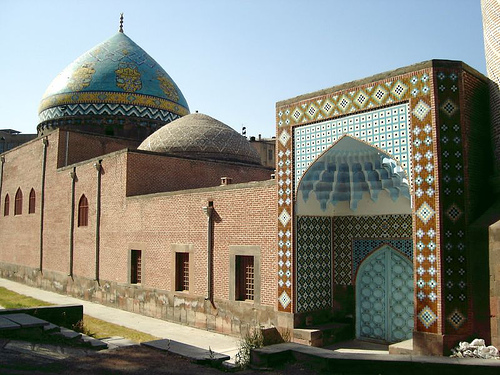
エレバンの青モスク

かつてアルメニア領土だった一部地方が1923年にトルコ共和国に組み込まれ、その残りがアルメニア・ソビエト社会主義共和国領となる。主にアゼルバイジャン人やクルド人から成る少数のムスリムは、アルメニアがソビエト連邦に属していた間はアルメニアに居住していたが、その大部分は1988年に離れてゆく。
アルメニアが1991年に独立を果たして以降、ムスリムの大部分はイランなどからの一時滞在者となる。2009年、ピュー研究所は総人口の0.1%未満に当たる1000人をムスリムと推定した。

## 文化的遺産

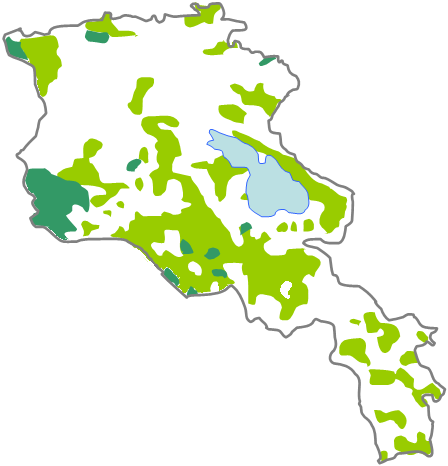
近代アルメニア（1886年 - 1890年）におけるムスリムの分布
薄緑 - シーア派
深緑 - スンニ派

カルスの聖使徒聖堂の例のように、アルメニア正教やその他キリスト教会がモスクに成り変わるのは珍しくないものの、過去アルメニアだった地域において、古代、中世、そして現代にかけて、少なからぬ数のモスクが建立された。現在のアルメニア共和国では、現存するモスクがエレバンの青モスクしか存在しない。

## コーラン
アラビア語版からのアルメニア語訳コーランの出版は、1910年が最初である。1912年にはフランス語版からの翻訳も出版された。なお、両方とも西部アルメニア方言であった。そのため、東部アルメニア方言でのコーランの新たな翻訳が、エレバンにあるイラン大使館の支援を得て始まることとなる。
翻訳はEdward Hakhverdyanの手でペルシャ語版を用いて3年間にわたり行われ、アラブ学者らも協力した。コーランの各30巻すべての翻訳がテヘラン・コーラン研究センターにより査読を受けている。2007年に翻訳書1000部を刊行。